# Lusitania
La Lusitania è una regione storica della Penisola iberica, patria dell'antico popolo dei Lusitani. Il territorio abitato dai Lusitani corrispondeva pressappoco all'attuale Portogallo centrale e meridionale più una parte limitata dell'altopiano interno spagnolo (l'odierna Estremadura). A seguito della conquista, i Romani la costituirono provincia con il nome di Hispania Lusitana. In riferimento all'attualità, il termine Lusitania è utilizzato come sinonimo letterario di Portogallo.

## Statuto
Inizialmente la provincia lusitana comprendeva il territorio di Lusitani, Vettoni, Asturi e Galleci, ma le ultime due popolazioni furono presto riunite nella Provincia Tarraconensis e la Lusitania fu ristretta alla Provincia Lusitana et Vettones. La capitale amministrativa fu Augusta Emerita, l'attuale Mérida. La provincia fu retta da un legatus Augusti pro praetore di rango pretorio.
Con il riordinamento dell'impero operato da Diocleziano, la Lusitania, con le altre province spagnole formò la Dioecesis Hispaniarum.

## Storia

### Lusitania pre-romana
L'origine dei Lusitani, popolo affine agli Iberi, è incerta. In età preromana erano insediati su un vasto territorio che si estendeva dal Duero al Tago e avevano cominciato ad espandersi a sud nell'Estremadura, a spese dei Vettoni, e nella valle della Guadiana, a spese dei Celti.

### Conquista romana
L'offensiva romana iniziò nel 179 a.C., finché furono sottomessi definitivamente da Ottaviano Augusto. Dopo la conquista di Lusitania, Asturia e Galizia, che estese la Spagna Ulteriore dal Mar Mediterraneo all'Oceano Atlantico, fu necessario effettuare una ripartizione provvisoria del territorio fra i tre legati che lo governavano. Ottaviano Augusto compì una vera divisione tra la parte sudoccidentale della penisola, la Baetica, e la parte occidentale, la Lusitana.

### Tardo Impero: invasioni barbariche e fine della provincia

La Spagna nel V secolo, con le popolazioni vandaliche di Asdingi (nel nord-ovest) e Silingi (nel sud).

Il 31 dicembre 406 Vandali (suddivisi in Asdingi e Silingi), Alani e Suebi invasero la Gallia varcando il fiume Reno. È possibile che questa invasione fosse stata scatenata dalla migrazione degli Unni nella grande pianura ungherese, avvenuta tra il 400 e il 410; infatti Vandali, Alani e Svevi vivevano proprio nella zona dove si sarebbero insediati gli Unni, e la minaccia unna potrebbe averli spinti a invadere la Gallia. L'invasione della Gallia e la debolezza manifestata dal governo di Onorio, spinse le legioni britanniche a rivoltarsi acclamando imperatore prima un certo Marco, poi, alcuni mesi dopo, un certo Graziano e poi, dopo il rifiuto di questi di intervenire contro i Barbari, il generale Flavio Claudio Costantino. Questi, attraversata la Manica, riuscì a bloccare temporaneamente l'avanzata dei barbari e a prendere il controllo di gran parte dell'Impero: Gallia, Spagna e Britannia.
Costantino III, quindi, elevò al rango di Cesare suo figlio Costante, mentre in Spagna due parenti di Onorio si rivoltarono, rifiutandosi di riconoscere l'autorità dell'usurpatore e mettendo insieme un'armata che minacciava di invadere la Gallia e deporlo. Costantino III inviò dunque suo figlio Costante, insieme al generale Geronzio (che Zosimo chiama erroneamente Terenzio) e al prefetto del pretorio Apollinare, nella penisola iberica per sedare la rivolta. Nonostante ai soldati ribelli si fossero aggiunti un'immensa massa di schiavi e contadini, l'esercito di Costante riuscì a sedare la rivolta e a catturare i capi dei ribelli (Vereniano e Didimo, parenti di Onorio), e li condusse prigionieri in Gallia da suo padre, dove furono giustiziati.
Costante, nel frattempo, aveva lasciato incautamente il generale Geronzio in Spagna con le truppe galliche affidandogli il compito di sorvegliare i Pirenei, sostituendo dunque con truppe di origini barbariche (gli Honoriaci) i presidi locali che un tempo sorvegliavano i passi. Quando dunque Costante ritornò in Spagna per la seconda volta per governarla come Cesare, Geronzio per brame di potere si rivoltò proclamando a sua volta imperatore un certo Massimo. Sembrerebbe inoltre aver incitato i barbari che erano in Gallia ad invadere la Gallia meridionale in modo da tenere occupato Costantino III; tale tentativo di sfruttare i barbari per vincere la guerra civile contro Costantino III risultò tuttavia controproducente e negli ultimi mesi del 409 i Vandali, gli Alani e Svevi, a causa del tradimento o della negligenza dei reggimenti Honoriaci a presidio dei Pirenei, entrarono in Spagna, sottomettendola per la massima parte. Secondo Kulikowski, tuttavia, nel periodo 409-410 i Barbari si limitarono a saccheggiare le campagne, non essendo in grado di prendere le città, e l'amministrazione romana, seppur sotto il controllo dell'usurpatore Massimo, continuò a funzionare: ne sarebbe la prova il fatto che nel resoconto apocalittico dei saccheggi dei barbari in Spagna che si può leggere nella cronaca di Idazio, si afferma che nelle città le popolazioni erano afflitte dall'"esattore tiranno" e dal "soldato vorace", cioè funzionari romani.
Solo quando l'usurpatore Massimo e il suo comandante Geronzio decisero di invadere la Gallia per detronizzare Costantino III, i barbari approfittarono della partenza dell'esercito romano dalla Tarraconense per impossessarsi stabilmente del territorio invaso spartendoselo tra di loro (411):
(Idazio, Cronaca, s.a. 411)
Secondo Procopio, storico vissuto nel VI secolo, i Barbari avrebbero avuto il riconoscimento dell'occupazione dei territori da parte di Roma, mentre al contrario Orosio, vissuto all'epoca dei fatti, afferma esplicitamente che l'occupazione fu illegale. Tra le due testimonianze discordanti, Heather propende a dare credito a quella di Orosio, in quanto fonte più vicina cronologicamente ai fatti, e anche Kulikowski ritiene che la spartizione tra i barbari fosse avvenuta senza l'autorizzazione del governo imperiale. Nel frattempo Massimo, Geronzio e gli altri usurpatori nelle Gallie furono sconfitti dal generale romano Costanzo, il quale riuscì anche a raggiungere nel 415 un accordo con i Visigoti, che divennero ancora una volta foederati (alleati) dell'Impero; l'intenzione di Costanzo era sfruttare i Visigoti per riconquistare la Spagna a Vandali, Alani e Svevi.
Tra il 416 e il 418 gli invasori del Reno subirono, quindi, la controffensiva dei Visigoti di Vallia per conto dell'Imperatore d'Occidente: vennero annientati nella Betica i Vandali Silingi mentre gli Alani subirono perdite così consistenti da giungere a implorare la protezione dei rivali Vandali Asdingi, stanziati in Galizia. Grazie a questi successi, le province ispaniche della Lusitania, della Cartaginense e della Betica tornarono sotto il controllo romano, ma il problema ispanico non si era tuttavia ancora risolto, anche perché dopo la sconfitta, Vandali Silingi e Alani si coalizzarono con i Vandali Asdingi, il cui re, Gunderico, divenne re dei Vandali e Alani. Costanzo richiamò i Visigoti in Aquitania: era sufficientemente soddisfatto del risultato delle campagne militari, essendo tutta la Spagna tornata in mano imperiale a parte la provincia periferica della Galizia, il cui possesso era rinunciabile a causa della sua scarsa produttività. La diocesi di Spagna riprese a funzionare come in precedenza e, per difendere dai barbari residui in Galizia i territori riconquistati, fu creato per la prima volta l'esercito di campo della Spagna, attestato per la prima volta dalla Notitia Dignitatum, databile al 420 circa. Nel frattempo, i Visigoti furono stanziati in Gallia Aquitania come foederati, ricevendo terre nella valle della Garonna. L'Aquitania sembra sia stata scelta da Costanzo come terra dove far insediare i foederati Visigoti per la sua posizione strategica: infatti era vicina sia dalla Spagna, dove rimanevano da annientare i Vandali Asdingi e gli Svevi, sia dal Nord della Gallia, dove forse Costanzo intendeva impiegare i Visigoti per combattere i ribelli separatisti Bagaudi nell'Armorica.
     Impero d'Occidente (Onorio).
     Aree in rivolta.
     Franchi, Alemanni, Burgundi.
     Vandali e Alani.
     Suebi.
     Visigoti.

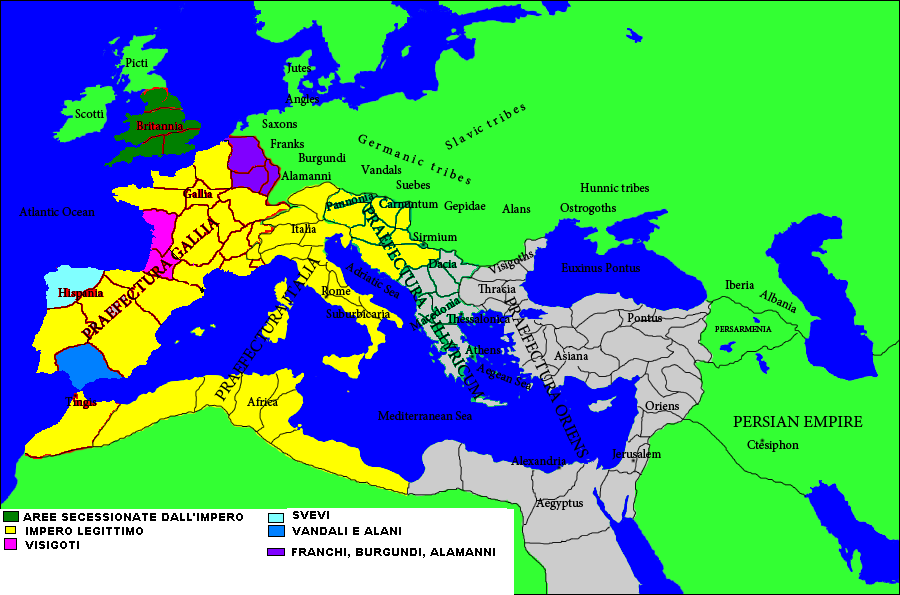
L'Impero romano d'Occidente nel 421.
Impero d'Occidente (Onorio).
Aree in rivolta.
Franchi, Alemanni, Burgundi.
Vandali e Alani.
Suebi.
Visigoti.
Grazie alle prodezze di Flavio Costanzo, la Gallia e la Tarraconense erano tornate sotto il dominio di Onorio con la sconfitta degli usurpatori, mentre gli Alani erano stati scacciati con il supporto visigoto dalla Lusitania e dalla Cartaginense, e i Bagaudi nell'Armorica erano stati ricondotti all'obbedienza. I Visigoti ottennero, in cambio dei loro servigi in Hispania, la Gallia Aquitania come foederati dell'Impero.

Nel frattempo la nuova coalizione vandalo-alana tentò subito di espandersi in Galizia a danni degli Svevi, costringendo i Romani a intervenire nel 420: l'attacco romano, condotto dal comes Asterio, non portò però all'annientamento dei Vandali, ma li spinse piuttosto in Betica, che da essi prese in nome di "Vandalucia" (Andalusia). Lungi dall'essere vittoriosa, la spedizione di Asterio fu quindi disastrosa in quanto spinse involontariamente i Vandali ad invadere la Betica mettendo a forte repentaglio i risultati positivi delle campagne di riconquista di Vallia: a differenza della periferica e poco importante provincia della Galizia, infatti, la perdita della Betica avrebbe costituito un forte danno per lo stato romano. In compenso Asterio riuscì a catturare l'usurpatore Massimo, che aveva per la seconda volta tentato di usurpare il trono, ricevendo come premio il titolo di patrizio (421/422). I massimi vertici dell'Impero, comunque, si resero conto della necessità di annientare i Vandali nella Betica e nel 422 fu organizzata una nuova spedizione per annientarli definitivamente: il generale Castino si scontrò in battaglia contro di essi con un esercito rinforzato da foederati visigoti, ma, forse grazie a un presunto tradimento dei Visigoti, fu da essi sconfitto.
L'usurpazione di Giovanni Primicerio prima (423-425) e le lotte per l'ottenimento del grado di generalissimo dell'Impero tra Ezio, Bonifacio e Felice (che durarono fino al 433) distrassero parzialmente il governo centrale dalla lotta contro i Barbari, agevolando i loro successi; ciò avvenne soprattutto in Spagna, che era la provincia meno prioritaria da difendere per l'Impero. I Vandali ebbero così via libera per razziare e occupare la Spagna meridionale, con la presa di Siviglia e di Cartagena e la devastazione delle Isole Baleari (425). Nel 428 Siviglia fu di nuovo espugnata e saccheggiata dai Vandali.
La partenza dei Vandali per l'Africa (429) lasciò tuttavia la Spagna libera dai Barbari, fatta eccezione per gli Svevi in Galizia. Il panegirico di Merobaude asserisce che in Spagna, dove prima «più niente era sotto controllo, [...] il guerriero vendicatore [Ezio] ha riaperto la strada un tempo prigioniera e ha cacciato il predatore [in realtà andatosene in Africa per propria iniziativa], riconquistando le vie di comunicazione interrotte; e la popolazione è potuta ritornare nelle città abbandonate». Sembra che l'intervento di Ezio in Spagna si fosse limitato a negoziazioni diplomatiche con gli Svevi in modo da raggiungere a un accomodamento tra Svevi e abitanti della Galizia, nonostante le pressioni esercitate da alcuni ispano-romani, che avrebbero preferito un intervento militare. Ezio non intendeva però perdere soldati nella riconquista di una provincia poco prospera quale la Galizia e si limitò a ripristinare il dominio romano sul resto della Spagna, che ricominciò di nuovo a far affluire entrate fiscali nelle casse dello stato a Ravenna.

Le conquiste di Re Rechila (438-448).

Tutto ciò cambiò però con l'ascesa del re svevo Rechila, succeduto a suo padre Ermenerico nel 438. Approfittando della scarsa attenzione riservata dal governo centrale alla Spagna, dovuta alle altre diverse minacce esterne sugli altri fronti (Gallia, Africa, Illirico), Rechila condusse gli Svevi alla conquista di gran parte della penisola iberica: tra il 439 e il 441, essi occuparono Merida (capoluogo della Lusitania) nel 439 e Siviglia e le province della Betica e della Cartaginense nel 441. L'unica provincia ispanica ancora rimasta sotto il controllo di Roma era la Tarraconense, che tuttavia era infestata dai separatisti Bagaudi. Furono vane le campagne successive di riconquista condotte da Ezio: se le prime due, condotte dai comandanti Asturio (442) e Merobaude (443), avevano come fine il recuperare perlomeno la Tarraconense ai Bagaudi, quella di Vito (446), più ambiziosa, tentò di recuperare la Betica e la Cartaginense, finite in mano sveva, ma, nonostante il sostegno dei Visigoti, l'esercito romano fu annientato dal nemico. Questo fallimento era attribuibile almeno in parte al fatto che Ezio non poteva concentrare tutte le sue forze nella lotta contro gli Svevi vista la minaccia unna.

La Spagna della metà V secolo, divisa tra Suebi (ad Occidente) e Visigoti (ad Oriente).

Nel 455 i Visigoti, combattendo a nome di Roma, attaccarono gli Svevi e conquistarono la Lusitania, che rifiutarono però di restituire ai Romani perché l'Imperatore Avito, che essi avevano appoggiato nella sua ascesa al trono, era stato detronizzato dai generali Ricimero e Maggioriano, e quest'ultimo era stato eletto Imperatore. Maggioriano sconfisse i Visigoti in Gallia, costringendoli a restituire all'Impero la diocesi di Spagna, e poi attraversò i Pirenei entrando in Spagna usandola come base d'appoggio per invadere l'Africa per riconquistarla ai Vandali: mentre Nepoziano e Sunierico sconfiggevano i Suebi a Lucus Augusti e conquistavano Scallabis in Lusitania, l'imperatore passò da Caesaraugusta (Saragozza), dove fece un adventus imperiale formale, e aveva raggiunto la Cartaginense, quando la sua flotta, attraccata a Portus Illicitanus (vicino ad Elche), fu distrutta per mano dei Vandali, forse con la complicità di alcuni traditori. Maggioriano, privato di quella flotta che gli era necessaria per l'invasione, annullò l'attacco ai Vandali e si mise sulla via del ritorno: quando ricevette gli ambasciatori di Genserico, accettò di stipulare la pace, che probabilmente prevedeva il riconoscimento romano dell'occupazione de facto della Mauretania da parte vandala. Al suo ritorno in Italia, venne assassinato per ordine di Ricimero nell'agosto 461. La morte di Maggioriano significò la definitiva perdita della Spagna a favore dei Visigoti: infatti, dopo il ritiro dalla Spagna di Maggioriano, nessun altro ufficiale romano è attestato nelle fonti nella penisola iberica, rendendo evidente che dopo il 460 la Spagna non faceva più - di fatto - parte dell'Impero. I Visigoti fondarono così un regno stabile che faticò però ad assumere il pieno controllo della regione nei confronti delle élite romane locali. Questo controllo si poté dire assicurato solo molti anni dopo la fine dell'Impero Romano d'Occidente.